# Albertslund Kommune
Albertslund Kommune er en københavnsk forstadskommune under Region Hovedstaden.
Albertslund Kommune består af sognene:
- Herstedvester Sogn
- Herstedøster Sogn
- Opstandelseskirkens Sogn

Frem til 1973 hed kommunen Herstedernes Kommune, men blev da omdøbt til Albertslund fordi Indenrigsministeriet ikke ville anerkende et stednavn i flertalsform. Det officielle navn fra kommunen blev oprettet i 1842 var Herstedøster-Herstedvester Kommune, men det var for langt og blev aldrig brugt – ikke engang på det kommunale brevpapir.
Albertslund er en grøn kommune bl.a. pga. Vestskoven og Vejleådalen, hvor 60 pct. af byens areal er udlagt til naturområder.
Kommunen er hovedsageligt bygget som industrialiseret tæt lav elementbyggeri i 1960'erne, hvor byens indbyggertal voksede fra cirka 3.000 til knap 30.000 på cirka 10 år. Byen har bl.a. et totalt opdelt trafiksystem af veje og stier for henholdsvis hårde og bløde trafikanter. Albertslund har i vid udstrækning udnyttet at regnvand afledes via rekreative elementer i form af søer og kanaler midt i bebyggelserne. Albertslund Kommune er i dag anerkendt som en frontløberkommune indenfor miljø- og klimaområdet.[kilde mangler]
Albertslund Kommune har følgende tre mærkesager:
- Børn og unge
- Kultur
- Miljø

## Politik
Steen Christiansen overtog 1. januar 2010 posten som borgmester efter Finn Aaberg, som havde havde haft posten siden 1978.
Albertslund Kommune samarbejder med 10 af Hovedstadens forstadskommuner og Realdaniafonden langs med Ring 3 om "Ringby visionen", der blandt andet indeholder en ny letbane og omdannelse og bytransformation af en række af forstædernes meget store erhvervsområder.

### Borgmestre
| Navn               | Parti             | Periode                                            |
| ------------------ | ----------------- | -------------------------------------------------- |
| Hans Nielsen       | Socialdemokratiet | Sognerådsformand og borgmester 1947-1964;1964-1968 |
| Svend Aage Madsen  | Socialdemokratiet | 1968-1978                                          |
| Finn Aaberg        | Socialdemokratiet | 1. januar 1978 - 31. december 2009                 |
| Steen Christiansen | Socialdemokratiet | 1. januar 2010 -                                   |

### Valgresultater efter år
| 9 |

| 9 |

| 2 | 4 | 3 |

| 9 |

| 3 | 3 | 3 |

| 9 |

| 3 | 2 | 4 |

| 9 |

| 4 | 1 | 3 | 1 |

| 9 |

| 5 | 4 |

| 9 |

| 4 | 5 |

| 9 |

| 4 | 1 | 4 |

| 9 |

| 5 | 4 |

| 9 |

| 5 | 4 |

| 9 |

| 4 | 5 |

| 9 |

| 5 | 4 |

| 8 |

| 5 | 1 | 3 |

| 9 |

| 6 | 3 | 2 |

| 11 |

| 4 | 3 | 2 | 1 | 1 |

| 10 |

| 8 | 2 | 4 | 2 | 1 |

| 15 |

| 8 | 1 | 2 | 2 | 1 | 1 | 1 | 1 |

| 16 |

| 9 | 1 | 4 | 2 | 2 | 2 | 1 |

| 14 | 7 |

| 7 | 1 | 7 | 3 | 1 | 2 |

| 12 | 9 |

| 8 | 5 | 5 | 1 | 2 |

| 13 | 8 |

| 10 | 5 | 4 | 2 |

| 13 | 8 |

| 11 | 4 | 3 | 1 | 2 |

| 17 | 4 |

| 11 | 3 | 3 | 1 | 1 | 2 |

| 18 | 3 |

| 11 | 2 | 3 | 2 | 2 | 1 |

| 15 | 6 |

| 11 | 2 | 3 | 2 | 1 | 2 |

| 17 | 4 |

| 9 | 2 | 6 | 2 | 1 | 1 |

| 15 | 6 |

| 9 | 1 | 1 | 2 | 3 | 2 | 3 |

| 16 | 5 |

| 9 | 1 | 2 | 2 | 3 | 1 | 2 | 1 |

| 15 | 6 |

| 7 | 2 | 4 | 4 | 1 | 1 | 2 |

| 12 | 9 |

| 6 | 2 | 4 | 4 | 1 | 1 | 2 | 1 |

| 12 | 9 |

### Nuværende byråd 2022-2025
| Navn                            | Parti                                    |
| ------------------------------- | ---------------------------------------- |
| Steen Christiansen (Borgmester) | Socialdemokratiet - 7 mandater           |
| Marianne Buchall                | Socialdemokratiet - 7 mandater           |
| Dogan Polat                     | Socialdemokratiet - 7 mandater           |
| Akhlaq Ahmad                    | Socialdemokratiet - 7 mandater           |
| Paw Østergaard Jensen           | Socialdemokratiet - 7 mandater           |
| Ulla Nielsen                    | Socialdemokratiet - 7 mandater           |
| Mikkel Skovby                   | Socialdemokratiet - 7 mandater           |
| Vivi Nør Jacobsen               | Socialistisk Folkeparti - 4 mandater     |
| Resul Kücükakin                 | Socialistisk Folkeparti - 4 mandater     |
| Birgit Hauer                    | Socialistisk Folkeparti - 4 mandater     |
| Tina Messaoudi                  | Socialistisk Folkeparti - 4 mandater     |
| Lars Gravgaard Hansen           | Det Konservative Folkeparti - 4 mandater |
| Nils Jul Gjerlev                | Det Konservative Folkeparti - 4 mandater |
| Tina Graugaard                  | Det Konservative Folkeparti - 4 mandater |
| Billal Zahoor                   | Det Konservative Folkeparti - 4 mandater |
| Helge Bo Jensen                 | Enhedslisten - 2 mandater                |
| Bodil Garde                     | Enhedslisten - 2 mandater                |
| Zohair Ali                      | Radikale Venstre - 2 mandater            |
| Hediye Temiz                    | Radikale Venstre - 2 mandater            |
| Tina B. Nielsen                 | Dansk Folkeparti - 1 mandat              |
| Claus Rasmussen                 | Venstre - 1 mandat                       |

| Navn            | Skiftet fra          | Skiftet til          | Dato               |
| --------------- | -------------------- | -------------------- | ------------------ |
| Tina B. Nielsen | Dansk Folkeparti     | Løsgænger            | 22. september 2022 |
| Tina B. Nielsen | Løsgænger            | Danmarksdemokraterne | 11. april 2023     |
| Mikkel Skovby   | Socialdemokratiet    | Løsgænger            | 24. april 2023     |
| Mikkel Skovby   | Løsgænger            | Albertslund-Listen   | 1. maj 2023        |
| Tina B. Nielsen | Danmarksdemokraterne | Dansk Folkeparti     | 4. september 2024  |

### Byråd 2018-2022
| Navn                            | Parti                          |
| ------------------------------- | ------------------------------ |
| Steen Christiansen (Borgmester) | Socialdemokratiet - 9 mandater |
| Dogan Polat                     | Socialdemokratiet - 9 mandater |
| Marianne Burchall               | Socialdemokratiet - 9 mandater |
| Susanne Storm Lind              | Socialdemokratiet - 9 mandater |
| Qasir Mirza                     | Socialdemokratiet - 9 mandater |
| Paw Østergaard Jensen           | Socialdemokratiet - 9 mandater |
| Jørn Jensby                     | Socialdemokratiet - 9 mandater |
| Nils Jensen                     | Socialdemokratiet - 9 mandater |
| Tina Christiansen               | Socialdemokratiet - 9 mandater |
| Danni Olsen                     | Dansk Folkeparti - 3 mandater  |
| Allan Høyer                     | Dansk Folkeparti - 3 mandater  |
| Joan Marquardt                  | Dansk Folkeparti - 3 mandater  |
| Helge Bo Jensen                 | Enhedslisten - 2 mandater      |
| Lene Rygaard Jessen             | Enhedslisten - 2 mandater      |
| Lars Gravgaard Hansen           | Konservative - 2 mandater      |
| Nils Jul Gjerlev                | Konservative - 2 mandater      |
| Leif Pedersen                   | SF - 2 mandater                |
| Mehmet Kücükakin                | SF - 2 mandater                |
| Brian Palmund                   | Venstre - 1 mandat             |
| Kenni Flink                     | Alternativet - 1 mandat        |
| Hediye Temiz                    | Radikale Venstre - 1 mandat    |

| Dato             | Udtrådt     | Indtrådt        | Parti            |
| ---------------- | ----------- | --------------- | ---------------- |
| 31. oktober 2020 | Danni Olsen | Tina B. Nielsen | Dansk Folkeparti |

## Uddannelsesinstitutioner
Herstedvester Skole, Herstedøster Skole, Egelundskolen, Herstedlund Skole, Brøndagerskolen, Albertslund Lilleskole, Albertslund Ungecenter, Albertslund Gymnasium.

## Kultur og Fritid
- Forbrændingen - regionalt spillested for rytmisk musik.
- Musikteatret Albertslund - kulturhus med teatersal og biografer.
- Albertslund Hovedbibliotek - stort moderne bibliotek.
- Albertslund Stadion - stadionfaciliteter med haller, boldbaner, tennisbaner og cricketbane.
- Friluftsbadet Badesøen - stort udendørs svømme- og badeanlæg med græsarealer og volleybaner.
- Naturcenter Herstedhøje - naturcenter beliggende i Vestskoven for foden af Herstedhøje bakke.
- Vikingelandsbyen - historisk værksted beliggende ved Risby.
- Kroppedal Museum - Danmarks astronomiske museum. Ole Rømer opførte i 1704 sit landobservatorium på museets grund. Museet rummer lokalhistoriske samlinger og har en række aktiviteter målrettet børn. Museet beskæftiger sig i samarbejde med Kulturarvsstyrelsen og Albertslund Kommune med at kortlægge og dokumentere tilblivelsen af Velfærdssamfundet.

## Lokalt erhvervsklima
I Dansk Industris undersøgelse af "lokalt erhvervsklima" kom Albertslund Kommune i 2013 ind som nummer 74 (af 96). Kommunens bedste kategori var "Infrastruktur og transport", hvor den var nummer 19, mens den værste kategori var "Overordnet erhvervsvenlighed", hvor den var nummer 81.

## Trivia
- Albertslund Kommune blev den første kommune i Danmark som er 100 % miljøcertificeret efter EMAS (2007). I kommunens børneinstitutioner anvendes der derfor kun økologiske fødevarer, miljømærkede bleer og plejeprodukter. Kommunen har opført nye børneinstitutioner som passivhuse.
- Albertslund Kommune var blandt initiativtagerne til et offentlig/privat innovations- og udviklingsnetværk på miljø- og klimaområdet Gate 21.
- Albertslund Kommune var blandt initiativtagerne til Green Cities.
- Energiminister Connie Hedegaard har udpeget Albertslund Kommune som en af Danmarks energibyer, hvor byen fungerer som en showcase og et laboratorium indenfor miljø- og klima.
- Et af Danmarks største bofællesskaber Lange Eng er opført i Albertslund i 2008.
- Albertslund Kommune blev i 2011 udnævnt som Nordisk Energi Kommune med Albertslund Konceptet, der består af fuldskala energirenovering af en række udviklings- og prøvehuse i kommunens boligområder, som forløbere for de meget store renoverings- og byfornyelsesprojekter som i disse år finder sted i en del af byens boligområder. Et af Danmarks største byfornyelsesprojekter af 2500 almene boliger gennemføres i Albertslund Syd.

DOLL Living Lab (a photonics green lab) i Hersted Industripark åbnede i 2014 som et internationalt udstillings- og testcenter for udendørsbelysning og intelligente byløsninger. DOLL ejes af et konsortium mellem DTU fotonik Risø og Albertslund Kommune og med Gate21 som sekretariat og operatør af DOLL Living Lab.

## Udmærkelser
- Albertslund blev kåret til Årets By i 1995.[kilde mangler]
- Albertslund blev tildelt Nordisk Råds Natur- og Miljøpris i 2007.[12]
- Albertslund blev af Børsen A/S kåret til Årets erhvervsby i 2008.[kilde mangler]
- Albertslund blev af Dansk Byplanlaboratorium tildelt Byplanprisen i 2008.[kilde mangler]
- Albertslund blev ved Nordic Climate Solutions konferencen i Bellacentret tildelt Climate Cup byprisen i 2008.[kilde mangler]
- Albertslund blev af Damusa kåret til Årets musikskoleby i 2008.[kilde mangler]
- Albertslund blev af klima- og energiminister Connie Hedegaard udpeget som en de 6 danske energibyer 2009.[kilde mangler]
- Albertslund blev af Dansk Energi tildelt ELFORSK prisen for kommunens medvirken ved udviklingen af A-lampen 2009.[kilde mangler]
- Albertslund blev kåret til Nordisk Energi Kommune for "Albertslund Konceptet" – et offentligt/privat innovationssamarbejde om at gennemføre en række fuldskala udviklings- og prøvehuse i de af kommunens boligområder der står foran at skulle energirenoveres 2011.[kilde mangler]